# Elżbieta Pierzchała
Elżbieta Apolonia Pierzchała (Sosnowiec; 5 de Julho de 1954 — ) é um político da Polónia. Ela foi eleito para a Sejm em 25 de Setembro de 2005 com 10646 votos em 31 no distrito de Katowice, candidato pelas listas do partido Platforma Obywatelska.